# Галерея Ферус
Галерея Ферус (англ. Ferus Gallery) — художественная галерея США, расположенная в Лос-Анджелесе, Калифорния, представлявшая современное искусство и существовавшая с 1957 по 1966 годы.

## История
Галерея была основана в 1957 году на лос-анджелесском бульваре Ла-Сиенега арт-дилером Уолтером Хоппсом с его женой Ширли Нильсен (Shirley Neilsen), художником Эдвардом Кинхольцем, а также художником и поэтом Робертом (Бобом) Александром (Bobert Alexander). Они назвали галерею «Ферус» в честь человека Джеймса Фарриса (James Farris), который застрелился и, возможно, был другом друга Хоппса. Они изменили его фамилию на «Ферус», так как разработчик логотипа галереи — Роберт Александр — счёл, что такое название будет привлекательнее, с чем согласился Уолтер Хоппс.
В 1958 году Кинхольц ушел из галереи, чтобы посвятить себя скульптуре, и его сменил Ирвинг Блум (Irving Blum). В это же время богатая вдова Сэйд Мосс (Sayde Moss) также стала партнером галереи. К осени 1958 года галерея провела двадцать показов, но почти ничего не продала. Блум убедил Хоппса сократить количество представленных в галерее художников до четырнадцати (семь из Сан-Франциско и семь из Лос-Анджелеса); он же обновил эстетику галереи, придав ей более коммерческий вид, и улучшил её финансовое состояние.
С 1958 года под руководством Ирвинга Блума в галерее экспонировались произведения Западного побережья и Нью-Йорка того периода. Галерея Ферус стала первой на Западном побережье, организовавшей персональную выставку Энди Уорхола, которого Блум впервые встретил в Нью-Йорке в 1961 году. Блум также рискнул показать некоторых художников Восточного побережья США, включая Джаспера Джонса, Роя Лихтенштейна и Фрэнка Стеллу. Finish Fetish и Light and Space — стали стилями галереи Ферус, которые отличали Лос-Анджелес от остального мира искусства США. В 1960—1964 годах коллекционер произведений искусства Марсия Саймон Вайсман (Marcia Simon Weisman) организовала ежемесячные прозелитические уроки для начинающих коллекционеров, проводимые Блумом и Хоппсом, в которых участвовали местные коллекционеры — Роберт Роуэн (Robert Rowan), Эдвин Янсс (Edwin Janss), Бетти Ашер и Майкл Бланкфорт.
Уолтер Хоппс ушел из правления галереи в 1962 году, чтобы стать куратором, а затем директором Пасадинского художественного музея (ныне Музей Нортона Саймона). Галерея Ферус закрылась в 1966 году; Блум начал искать новую финансовую основу, открыв галерею Ferus/Pace с Арне Глимчером, владельцем нью-йоркской Pace Gallery. Это совместное предприятие продолжалось менее двух лет, после чего Блум управлял собственной галереей Irving Blum Gallery до своего отъезда в Нью-Йорк в 1972 году, где в сотрудничестве с Джозефом Хелманом (Joseph Helman) он открыл галерею BlumHelman Gallery. В 1998 году он вернулся в Лос-Анджелес, где работал в качестве частного арт-дилера. Ширли Нильсен развелась с Хоппсом в 1966 году, выйдя замуж за Ирвинга Блума в 1967 году, взяв его фамилию. У них родился сын Джейсон Блум — американский кинопродюсер.

## Деятельность
Открывалась галерея Ферус выставкой «Objects on the New Landscape Demanding of the Eye» (проходила с 15 марта по 11 апреля 1957 года), где были показаны работы Фрэнка Лобделла, Джей ДеФео, Крейга Кауфмана, Ричарда Дибенкорна, Джона Алтуна и Клиффорда Стилла. В этом же году здесь прошла персональная выставка Сони Гехтофф.
В 1957 году галерея была временно закрыта после того, как сотрудники полиции Лос-Анджелеса арестовали и обвинили Уоллеса Бермана в непристойном поведении на его выставке — это была первая и последняя его персональная выставка.
В июле 1962 года состоялась первая поп-арт выставка работ Энди Уорхола «Банки с супом Кэмпбелл» с использованием банок, выпускаемых компанией Campbell Soup. Пять из полотен были проданы за 100 долларов каждая, но Блюм выкупил их, чтобы сохранить всю серию картин в целости, заплатив за 32 картины 1000 долларов.  
Среди художников Лос-Анджелеса, которые впервые представили свои работы именно в этой галерее, были: Уоллес Берман (1957), Билли Аль Бенгстон (1958), Эд Мозес (1958), Роберт Ирвин (1959), Джон Мейсон (1959), Кеннет Прайс (1960), Ллин Фолкс (1962), Ларри Белл (1962) и Эд Рушей (1963).

## Наследие
В 1968 году Музей искусств округа Лос-Анджелес организовал выставку «Late Fifties at the Ferus», а музей  Newport Harbor Art Museum (ныне Музей искусств округа Ориндж) в 1976 году представил выставку «The Last Time I Saw Ferus». В 2002 году в Нью-Йорке Галерея Гагосяна организовал выставку, на которой были показаны 45 работ — скульптур, картин, рисунков и других произведений 22 художников, представленных в галерее Ферус за 10 лет её существования. В 2007 году был выпущен документальный фильм «Прохладная школа» о галерее Ферус и художниках, которые были в ней представлены.
В 2010 году галерея Сэмюэля Фримена (Samuel Freeman) в Санта-Монике создала точную копию галереи Ферус в своих собственных стенах: здесь были представлены оригинальные двери, которые стояли у входа в Ферус, а также полномасштабное воссоздание персональной выставки Билли Аль Бенгстона 1960 года. 
Интересно, что в январе 2010 года галерея Ферус вновь открыла свои двери на своём первоначальном месте в Лос-Анджелесе  на бульваре Ла-Сиенега при участии Тима Найя (Tim Nye) из Nyehaus и галереи Franklin Parrasch Gallery с выставкой под названием «Ferus Gallery Greatest Hits Vol. 1.», показав многие оригинальные работы художников.